# اختبار التيار الدوامي
تقنية الاختبار باستخدام التيارات الدوامة (Eddy Current) هي طريقة اختبار غير اتلافي تستخدم تحريض المجال المغناطيسي في عنصر معدني، لغرض اكتشاف الانقطاعات أو التغيرات في الموصلية في مادة ما. يمكن استخدامه أيضًا لقياس سمك المواد أو سمك الطلاء.
تتمثل مزايا الطريقة في السعر المنخفض (بعد الاستثمار لمرة واحدة في المعدات)، والتنقل العالي، والدقة العالية، وسرعة عملية الاختبار والحصول على النتائج في الوقت الفعلي.
يقوم فني الاختبار غير المتلف بإجراء اختبار التيار الدوامي باستخدام جهاز Nortec 2000D

## المباديء
تعتمد طريقة الاختبار على نظام تتمثل وظيفته في غمر موضوع الاختبار بمجال مغناطيسي على شكل تيارات إيدي، وامتصاص التغييرات في التوازن بين المجال المستحث (المجال المغناطيسي الثانوي) ومجال الوظيفة (المجال المغناطيسي الرئيسي))، وقدم المختبر مع إشارة إلى التغييرات.
تتأثر التيارات بالعديد من العوامل التي يتم التعبير عنها في نتائج الاختبار، مثل: التوصيل الكهربائي للمادة، وخصائصها المغناطيسية والكهربائية وغيرها.
يتم إنشاء المجال المغناطيسي بمساعدة التيار المتردد، ويمكن نقعه في المواد الموصلة للكهرباء فقط.
يتكون نظام الاختبار من ثلاثة أجزاء: مولد تيار متردد وملف اختبار ونظام عرض.
يعمل النظام على مقارنة توصيلية الهواء بموصلية المعدن الذي تتم معايرته له. الانقطاع يعني الهواء الذي يفصل المعدن عن ملف الاختبار. نتيجة لذلك، من بين الخصائص المهمة التي تؤثر على الاختبار مستوى الاقتران بين مسبار الاختبار والسطح، وهندسة السطح، ووجود الطلاءات على الجزء ونوعها وسمكها.

### قيود الاستخدام
الاختبار ممكن فقط مع المواد الموصلة.
لا يمكن اختبار الطلاءات الموصلة للكهرباء أعلاه، ويجب إزالتها قبل الاختبار.
لا يمكن اختبار الأجزاء المصنوعة من مواد قادرة على المغنطة إلا إذا تم إحضار مستوى المغناطيسية فيها إلى التشبع المستمر - وهذا عن طريق تمرير تيار كهربائي بداخلها.
تتسبب الأسطح المتكتلة، مثل سطح السطح الناتج عن عملية الصب، في العديد من المؤشرات الخاطئة، لذا يجب اختبارها باستخدام طرق بديلة.

## الاعدادات

### مولد التيار المتردد
المولد الحالي هو أساس نظام الاختبار. نظرًا لطبيعة التيار - التغيير المستمر في اتجاه الإلكترونات - تغير التيارات الدوامة أيضًا اتجاه حركتها وفقًا لتكرار التيار. نتيجة لذلك، يمكن أيضًا نقع التيارات الدوامة في نفس الملف، ويمكن أيضًا قياس التغيرات في توازن الحقول المغناطيسية.

### ملف الاختبار
ملف الاختبار هو المسبار الذي يتم إجراء الاختبار به. إنه ملف موصل كهربائيًا، متصل بمولد التيار المتردد في قاعدة نظام الاختبار. يخلق التيار المتناوب المتدفق إلى الملف حقلاً مغناطيسيًا حوله، والذي بدوره يخلق مجالًا مغناطيسيًا ثانويًا بمساعدة التيارات الدوامة الممتدة من نهاية الملف إلى منطقة الاختبار.
دور المتعقب ذو شقين:
1 نقع مجال مغناطيسي في الجزء قيد الاختبار.
2 تحويل معلومات الرصيد بين الحقلين الأساسي والثانوي إلى نظام العرض.
نظرًا لوجود تأثير الحافة، كما سيتم توضيحه أدناه، فقد تم إنشاء نوعين عامين من المجسات - محمية وغير محمية. يأتي المتتبع في العديد من التكوينات، اعتمادًا على خصائص المنطقة التي يتم اختبارها ونوع الاختبار نفسه.

### التيارات الدوامة
التيارات الدوامية هي التيارات الكهربائية التي تتحرك في دوائر مغلقة وتغير اتجاه حركتها وفقًا لاتجاه حركة التيار المتردد. تكون حركة التيارات دائمًا في المستوى الموازي للسطح، وبطريقة موحدة - دائرية ومستمرة - طالما لا توجد تشوهات في السطح قيد الاختبار. سيؤدي التغيير في هندسة السطح (مثل صدع، انتفاخ، إلخ) إلى تشويه في حركة التيارات وتغيرات قابلة للقياس في التوازن بين الحقول.
تتحرك التيارات على شكل قمع، مع مقطع عرضي عريض حول ملف الوظيفة، وتكون ضيقة على مسافة من الملف. لذلك، فإن 37 بالمائة فقط من عمق اختراق التيارات تكون فعالة في قياس التوازن بين المجالات المغناطيسية - وهو ما يُعرف بعمق الاختراق الفعال القياسي. ستؤدي زيادة وتيرة التيار إلى تقليل عمق تغلغل التيارات في الجزء الذي يتم اختباره، وسيؤدي خفضه إلى زيادة عمق الاختراق.

### نظام العرض
إنه نظام العرض الذي يعرض المؤشر النهائي، وهو له نفس الأهمية لملف الاختبار والمولد الحالي. في الواقع، مع تقدم التكنولوجيا، أصبح نظام العرض أيضًا نظام تحليل البيانات.
هناك ثلاثة تكوينات تقليدية للعرض: مؤشر تناظري وعرض رسم بياني مطبوع وشاشة أشعة الكاثود:
تتيح لك الشاشة التناظرية معرفة ما إذا كان هناك انقطاع أم لا. عادة ما يكون تكوين العرض عبارة عن عرض عداد بالسنوات (على غرار عداد السرعة).
تسمح شاشة الرسم البياني المطبوعة بتوثيق المخرجات القادمة من ملف الاختبار. طالما كانت القيم ضمن النطاق المعقول، يتم تسجيل خط متصل. تسبب انقطاع الخط في «القفز» بحدة من حركته.
كان عرض شاشة أشعة الكاثود (CRT) تقدمًا كبيرًا في هذا المجال. يسمح بقياس دقيق للانقطاعات، بسبب القدرة الرقمية على «تذكر» حالة الإشارات التي جاءت من الملف في وقت سابق، بالإضافة إلى أنه يسمح بمعايرة دقيقة في الوقت الحقيقي دون مضاعفات غير ضرورية.
كان التطوير من شاشة CRT خارج شاشات LCD ، والتي بدورها تسمح بتقليل كبير لأجهزة الاختبار وإطالة عمر بطاريتها.
على مر السنين، تطورت أساليب العرض والمعايرة القياسية، المستمدة من مبادئ تشغيل التيارات الدوامة.

## طرق الحث في دوامة التيار
يعد اتجاه التيارات الدوامة وتوزيعها في جزء الاختبار نتيجة مباشرة لطريقة الحث الحالية، وفقًا لنوع ملف الاختبار. معرفة الأساليب أمر بالغ الأهمية لاكتشاف التناقضات المناسبة.

### ملف خارجي (تعقب الحلقة الطرفية)
الملف الخارجي عبارة عن ملف اختبار مع مقطع عرضي أسطواني، يتم نقل العنصر المختبَر في وسطه. تتحرك التيارات الدوامة فيه وفقًا لاتجاه لف الملف، وتكون حركتها إلى الداخل نحو الجزء الذي يتم اختباره. في هذه الطريقة يمكن الكشف عن الانقطاعات الطولية الموجودة على السطح فقط.

### ملف داخلي
هذا الملف عبارة عن أسطوانة يتم فيها لف الملف. يتم إدخال الأسطوانة في العناصر ذات التجويف الداخلي. تتحرك التيارات وفقًا لاتجاه لف الملف وإلى الخارج، بحيث يمكن العثور على الشقوق الطولية فقط، ولكن أيضًا الشقوق الموجودة أسفل السطح.

### ملف الفضاء (Space Tracker)
يتم لف الملف داخل قضيب ضيق، وتخرج التيارات من نهاية القضيب (وليس بطوله بالكامل، كما في الطرق السابقة). بهذه الطريقة يمكنك نقع السطح الذي تم اختباره بملامسة مباشرة بين الملف والسطح، وكذلك اكتشاف أي انقطاع بدقة (يكون الانقطاع أسفل المتعقب مباشرةً، وباستخدام المسح الذكي يمكن تحديد موقعه على طوله بالكامل). من أجل اكتشاف الانقطاعات في الآبار، يتم استخدام أخدود سطحي دوار - اليوم، مقابض التشغيل الشبيهة بالحفر شائعة، والتي تقوم بتدوير أخدود فريد بسرعة ثابتة، والتي يمكن إدخالها في عمق البئر. نظرًا لطبيعة الاختبار، يتغير تكوين العرض. هذه هي الطريقة الأكثر شيوعًا اليوم.

## وصلات خارجية
- ماهو التيار الدوامي

- Courants de Foucault conventionnels